# Slim Jim Phantom
Slim Jim Phantom, egentligen James McDonnell, född 21 mars 1961 i Brooklyn i New York, är en amerikansk trumslagare och medlem i bandet Stray Cats.
Han var gift med Britt Ekland 1984–1992.